# Lorelai out of water
Lorelai out of water es el 55.º episodio de la serie de televisión norteamericana Gilmore Girls.

## Resumen del episodio
Para que Lane y su banda puedan practicar, Lorelai y Rory se ven obligadas a desocupar su garaje.
Lorelai y Alex pasan su primera cita degustando distintos tipos de café; luego Alex le dice que le gusta salir a acampar y a pescar y le pregunta si le gustaría hacer eso. Lorelai acepta, aunque luego afirma no saber de pesca, entonces Luke se ofrece a enseñarle y él descubre pronto que el motivo por el cual Lorelai quiere aprender a pescar es por Alex.
En Chilton, el enfrentamiento entre Paris y Rory es de tal grado que el director Charleston las cita y les dice que podría mandar una nueva carta a las universidades que ellas aplicaron para contar lo ocurrido. 
Un primo de Lane va a casarse y Rory ayuda a su amiga en el maquillaje de la novia, y ambas charlan sobre sus respectivos novios, Jess y Dave. Cuando Lane le pregunta a su madre si es que puede ir al baile de graduación y su madre responde que quizás sí, Lane se emociona, aunque luego se decepciona cuando la Sra. Kim le designa a un muchacho coreano como pareja, y se niega a que vaya con Dave porque él no es coreano. 
Una de los abogados de Taylor, la bella Nicole Leahy, llega al restaurante de Luke para hacerle firmar unos papeles de arrendamiento, luego él la invitará a salir y obtendrá una respuesta afirmativa.

## Misceláneas
- En episodios anteriores, no se veía el garaje en ese lado de la casa de Lorelai.[3]
- Las mesas del Luke's vuelven a variar. Los paquetes de patatas colocados sobre la cajonera del fondo aparecen y desaparecen durante el episodio.
- Lane y Rory van a comprar a la tienda de cosméticos, el cajero (Kirk) les dice el precio y Lane paga. Pero, cuando él recibe el dinero no cuenta el fajo y lo guarda entero en la caja; además, tampoco cuenta las monedas que les da de cambio, aunque toma un montón.